# 下雪總比流血好
《下雪總比流血好》（挪威語：／英語：），是挪威導演湯米·維爾柯拉以殭屍題材帶有黑色幽默風格的血腥虐殺電影，於2009年上映。
在2010年台北金馬奇幻影展獲得好評，中文片名明顯取自宣導騎車戴安全帽的交通安全標語「流汗總比流血好」；片商威望國際引進院線放映並重新命名《死雪禁地》。因發行續集片商及其命名取向不同，借「死雪禁地」作系列總稱。

## 劇情簡介
七個醫學院學生到同學莎拉位於奧克斯福（Øksfjord）附近的雪山小屋要狂歡渡過復活節假期，莎拉遲遲未現身，殊不知她因惹禍上身而被納粹殭屍吃掉；這些殭屍原是荷索為首佔領奧克斯福且凌虐百姓的武裝親衛隊，二戰末期洗劫鎮內所有貴重物品，遭鎮民起義伏擊、趕進森林凍死。大學生們偶然在小屋床下發現納粹藏寶盒，又喚醒了這群死要錢的怨靈來襲，大學生為求生存只得和納粹殭屍展開一場血戰……。

## 卡司
| 演員                                         | 角色             |
| -------------------------------------------- | ---------------- |
| 維加·荷伊（Vegar Hoel）                      | 馬丁（Martin）   |
| 史帝·佛洛迪·韓利克森（Stig Frode Henriksen） | 羅伊（Roy）      |
| 夏綠蒂·佛洛格納（Charlotte Frogner）         | 漢娜（Hanna）    |
| 萊斯·瓦爾達（Lasse Valda）                   | 維加德（Vegard） |
| 艾薇·卡瑟茨·羅斯頓（Evy Kasseth Røsten）     | 莉芙（Liv）      |
| 傑普·勞森（Jeppe Laursen）                   | 艾林（Erlend）   |
| 珍妮·史卡芙蘭（Jenny Skavlan）               | 克莉絲（Chris）  |
| 安妮·達爾·托普（Ane Dahl Torp）              | 莎拉（Sara）     |
| 奧楊·加姆斯（Ørjan Gamst）                   | 荷索（Herzog）   |
| 畢約·桑奎斯特（Bjørn Sundquist）             | 旅人             |

## 獎項
- 2009多倫多暗夜影展：最佳影片獎
- 2009史特拉斯堡歐洲奇幻影展、夜視界影展：觀眾票選獎

## 外部連結
- 官方网站
- 互联网电影数据库（IMDb）上《Død snø》的资料（英文）
- Box Office Mojo上《Dead Snow》的資料（英文）
- 爛番茄上《Dead Snow》的資料（英文）
- Metacritic上《Dead Snow》的資料（英文）